# Симптом воздушной подушки
Симпто́м «возду́шной поду́шки» (син.: возду́шная поду́шка, психи́ческая поду́шка, поду́шка Дюпре́, симпто́м Дюпре́) — длительно сохраняющееся положение приподнятой головы на некотором удалении от подушки (около 10—15 см) у лежащего на спине или боку больного, обычно сохраняется в течение многих часов, при наступлении сна исчезает; признак кататонического ступора.
Надавливанием на голову можно опустить её на подушку, но через некоторое время голова принимает исходное положение. Симптом впервые был описан французским психиатром Эрнестом Дюпре. В англоязычных странах данный симптом называется «психологической подушкой» (англ. psychological pillow).
Симптом наблюдается при кататонической шизофрении.